# Ascensores Enor S.A.
Ascensores Enor S.L. es una empresa fundada y con sede en Vigo (España) dedicada al diseño, fabricación, venta, instalación y mantenimiento de equipos de elevación.
La empresa posee dos edificios en la ciudad de Vigo de 13 000 metros cuadrados de superficie útil entre talleres de producción, almacenes, oficinas y garajes.

## Historia
La empresa tiene sus inicios en la actividad de la reparación e instalación de equipamientos eléctricos. En la década de 1960, la empresa comienza a fabricar sus propios elementos elevadores; dedicándose también a su instalación y mantenimiento. 
Al finalizar los años 90 Enor amplía su actividad en el diseño y fabricación de ascensores para él sector naval.
En el año 2002, se crea el Grupo de Empresas Ascensores Enor, integrado por Ascensores Enor, Electromecánica del Noroeste y Enor Elevaçao e Equipamientos Industriais de Portugal. Además la empresa obtiene las certificaciones ISO 9000/2000 de AENOR y de TÜV.
En agosto del año 2012 la multinacional Zardoya Otis formaliza la compra de Ascensores Enor y a partir de entonces la empresa gallega pasa a formar parte de la multinacional.